# Psammétique (Corinthe)
Psammétique ( grec ancien Ψαμμήτιχος, Psammḗtichos ), fils de Gorgos, fut le dernier tyran de Corinthe de 585 av. J.-C. à 583 av. J.-C.. Étant donné que le nom Psammétique n'est pas d'origine grecque, il est permis de supposer que ce nom a été choisi en raison d'un lien étroit entre les Cypsélides et la famille royale égyptienne.

## Biographie
Périandre, tyran de Corinthe et frère du père de Psammétique, avait choisi son fils cadet Lycophron comme successeur parce qu'il ne considérait pas l'aîné Cypsélos apte à régner. Cependant, Lycophron fut assassiné, de sorte que Psammétique devint finalement le prochain tyran après la mort de Périandre. Après seulement trois ans de règne, Psammétique fut renversé et tué et l'ancienne forme de gouvernement de la république fut rétablie.
Nicolas de Damas nomme Cypsélos II comme successeur de Périandre. Il y a donc eu des spéculations quant à savoir si cela signifiait le premier fils de Périandre ou si le nom de naissance de Psammétique était Cypsélos et il n'a reçu ce nom que plus tard.